# فرودگاه صحرایی کن جرن‌استیت
فرودگاه صحرایی کن جرن‌استیت (به انگلیسی: Ken Jernstedt Airfield) یک فرودگاه همگانی است که یک باند فرود آسفالت دارد و طول باند آن ۹۲۷ متر است. این فرودگاه در شهر هود ریور، اورگن کشور ایالات متحده آمریکا قرار دارد و در ارتفاع ۱۹۲٫۳ متری از سطح دریا واقع شده است.